# Карл (Насау-Узинген)
Вижте пояснителната страница за други личности с името Карл.
Карл фон Насау-Узинген (на немски: Karl von Nassau-Usingen; * 31 декември 1712, Узинген; † 21 юни 1775, Висбаден-Бибрих) е от 1718 до 1775 г. княз на Насау-Узинген.

## Живот
Той е син на княз Вилхелм Хайнрих фон Насау-Узинген (1684 – 1718) и графиня Шарлота Амалия фон Насау-Диленбург (1680 – 1738), дъщеря на княз Хайнрих фон Насау-Диленбург.
След смъртта на баща му през 1718 г. майка му поема първо регентството. От 1729 до 1731 г. той следва в университета в Гисен, след това отива в Париж и през 1731 г. през Лотарингия се връща в Узинген. През 1733 г. императорът го обявява за пълнолетен и той започва управлението на княжество Насау-Узинген до смъртта си през 1775 г.
През 1735 г. княжеството е разделено между Карл и по-малкият му брат Вилхелм Хайнрих.
От 1753 до 1754 г. Карл е опекун на княз Карл Кристиан фон Насау-Вайлбург (1735 – 1788).
Той е умира на 21 юни 1775 г. в Бибрих и е погребан в Узинген. Наследен е като княз на Насау-Узинген от най-големия му син Карл Вилхелм.

## Фамилия
Първи брак: на 26 декември 1734 г. в Айзенах с херцогиня Христина Вилхелмина фон Саксония-Айзенах (* 3 септември 1711, Алтенкирхен; † 27 ноември 1740, Идщайн), дъщеря на херцог Йохан Вилхелм фон Саксония-Айзенах и херцогиня Магдалена Сибила фон Саксония-Вайсенфелс. Те имат четири деца:
- Карл Вилхелм (1735 – 1803), княз на Насау-Узинген, ∞ 1760 г. за графиня Каролина Фелицита фон Лайнинген-Дагсбург-Хайдесхайм (1734 – 1810)
- Христина (Франциска) (1736 – 1741)
- Фридрих Август (1738 – 1816), княз на Насау-Узинген и херцог на Насау, ∞ 1775 г. за принцеса Луиза фон Валдек (1751 – 1816)
- Йоханес Адолф (1740 – 1793), пруски генерал

Втори брак: (морганатичен брак) с Мария Магдалена Грос (* 26 февруари 1714, Висбаден; † 16 декември 1787), дъщеря на майор Грос от Висбаден. Те имат също четири деца:
- Филипа Катарина фон Бибург (1744 – 1798), ∞ 1773 г. Карл Фридрих барон фон Крузе] (1738 – 1806)
- Карл Филип фон Вайлнау (1746 – 1789), граф на Вайлнау, ∞ 1782 г. за Елизабет Августа Фридерика фон Цвайбрюкен (1766 – 1836), дъщеря на Христиан IV, пфалцграф и херцог на Пфалц-Цвайбрюкен
- София Христина (1750)
- Вилхелм Хайнрих (1755)